# 勒讓德猜想
勒讓德猜想（Legendre's conjecture）是阿德里安-马里·勒让德提出對整數的猜想，其內容是在平方數{\displaystyle n^{2}}和{\displaystyle (n+1)^{2}}之間，至少有一個質數。此猜想是蘭道問題（1912年）中有關質數的一個問題。截至2023年為止，還沒有人可以證明此猜想成立，也沒有人找到此猜想的反證。

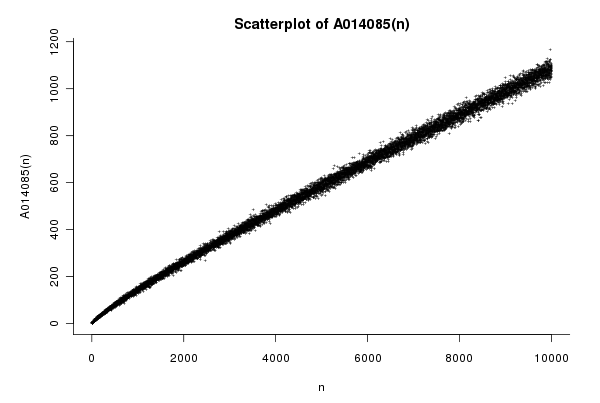
和之間的質數。

## 質數間隙
若勒讓德猜想為真，那麼在大O符号的意義下，質數p及相鄰質數的最大間隙就會是{\displaystyle O({\sqrt {p}})}。
該猜想是一類與質數間隙相關的猜想和結果的其中一員。其他屬於這一類的猜想和結果包括了已經得證並認為在{\displaystyle n}和{\displaystyle 2n}必存在一個質數的伯特蘭-切比雪夫定理、尚未得證並認為在{\displaystyle n^{2}}、{\displaystyle n(n+1)}及{\displaystyle (n+1)^{2}}等之間存在質數的奥珀曼猜想、尚未得證並與兩相鄰質數間是否存在質數相關的安德里卡猜想和布羅卡猜想，以及尚未得證並認為質數間隙總是遠小於勒讓德猜想且和{\displaystyle (\log p)^{2}}成比例的克拉梅爾猜想等等。
在克拉梅爾猜想成立的狀況下，勒讓德猜想對任何足夠大的{\displaystyle n}都成立。另外，哈拉爾德·克拉梅爾還證明了一個較弱的結果，從黎曼猜想可推出最大質數間隙的上界為{\displaystyle O({\sqrt {p}}\log p)}。
根據質數定理，介於{\displaystyle n^{2}}和{\displaystyle (n+1)^{2}}之間的質數的數量的期望值大約為{\displaystyle n/\ln n}；此外，已知對幾乎所有的此類區間而言，其實際的質數個數（A014085）與該期望值呈現非病態關係。由於對於較大的{\displaystyle n}而言，該數字也會很大之故，這提供了勒讓德猜想成立的證據。

另外已知質數定理可無條件地或在黎曼猜想成立的狀況下，給出對短區間內質數個數的精確估計；然而已證明可行的區間大小大於兩個完全平方數構成的區間，因此就勒讓德猜想而言依舊太大。

## 部分結果
從艾伯特·英厄姆對質數間隙的結果可得出，對於足夠大的{\displaystyle n}而言，在完全立方數{\displaystyle n^{3}}及{\displaystyle (n+1)^{3}}之間總有一個質數。
R·C·贝克（R. C. Baker）、格林·哈曼和平茨·亚诺什證明了對於所有大的{\displaystyle x}而言，{\displaystyle [x-x^{21/40},\,x]}該區間內總有一個質數。
利用最大質數間隙表，可確認勒讓德猜想至少對大到{\displaystyle n^{2}=4\cdot 10^{18}}的數都成立，也就是說勒讓德猜想對大到{\displaystyle n=2\cdot 10^{9}}的數都成立；而近期的一篇論文更驗證說勒讓德猜想和奥珀曼猜想對大到{\displaystyle n=7\cdot 10^{13}}的數都成立。

## 註解
1. ↑  這是從兩個完全平方數的差會是其平方根的事實推導出的。

## 外部連結
- 埃里克·韦斯坦因. . MathWorld.